# AKR1C1
AKR1C1 (англ. Aldo-keto reductase family 1 member C1) – білок, який кодується однойменним геном, розташованим у людей на короткому плечі 10-ї хромосоми. Довжина поліпептидного ланцюга білка становить 323 амінокислот, а молекулярна маса — 36 788.
| 10         |  | 20         |  | 30         |  | 40         |  | 50         |
| ---------- |  | ---------- |  | ---------- |  | ---------- |  | ---------- |
| MDSKYQCVKL |  | NDGHFMPVLG |  | FGTYAPAEVP |  | KSKALEATKL |  | AIEAGFRHID |
| SAHLYNNEEQ |  | VGLAIRSKIA |  | DGSVKREDIF |  | YTSKLWCNSH |  | RPELVRPALE |
| RSLKNLQLDY |  | VDLYLIHFPV |  | SVKPGEEVIP |  | KDENGKILFD |  | TVDLCATWEA |
| VEKCKDAGLA |  | KSIGVSNFNR |  | RQLEMILNKP |  | GLKYKPVCNQ |  | VECHPYFNQR |
| KLLDFCKSKD |  | IVLVAYSALG |  | SHREEPWVDP |  | NSPVLLEDPV |  | LCALAKKHKR |
| TPALIALRYQ |  | LQRGVVVLAK |  | SYNEQRIRQN |  | VQVFEFQLTS |  | EEMKAIDGLN |
| RNVRYLTLDI |  | FAGPPNYPFS |  | DEY        |  |            |  |            |

A: Аланін

C: Цистеїн

D: Аспарагінова кислота

E: Глутамінова кислота

F: Фенілаланін

G: Гліцин

H: Гістидин

I: Ізолейцин

K: Лізин

L: Лейцин

M: Метіонін

N: Аспарагін

P: Пролін

Q: Глутамін

R: Аргінін

S: Серин

T: Треонін

V: Валін

W: Триптофан

Кодований геном білок за функцією належить до оксидоредуктаз. 
Білок має сайт для зв'язування з НАДФ. 
Локалізований у цитоплазмі.